# 荨麻叶报春
荨麻叶报春（学名：Primula urticifolia）为报春花科报春花属下的一个种。

## 扩展阅读
維基物種上的相關：荨麻叶报春